# 太陽石雜誌
在1974年太陽石基金會開始出版《太陽石雜誌》，內容包含摩門信仰的經驗、學術文章、藝術作品、短篇小說和詩。
太陽石基金會每年在美國猶他州鹽湖城舉辦為期4天的年度學術座談會。從1980年代開始，地區性的學術座談會則已經在美國猶他州鹽湖城、華盛頓特區、加州、華盛頓州西雅圖、伊利諾州芝加哥和麻薩諸塞州波士頓舉辦。

## 外部連結
- 官方網站（页面存档备份，存于）